# 科尔扎泰
科尔扎泰（義大利語：Colzate），是意大利贝加莫省的一个市镇。总面积6平方公里，人口1685人，人口密度280.8人/平方公里（2009年）。国家统计（ISTAT）代码为016080。